# Infanterieregiment
Een infanterieregiment is een verband van regimentsgrootte, waarbij de aanwezigheid van infanterieeenheden karakterbepalend is.

## Nederland
In Nederland heeft het regiment als organisatievorm gediend tot begin jaren zestig van de twintigste eeuw. Tot 1940 is het regiment een verband bestaande uit twee tot vier bataljons van een gelijk wapen. Daarnaast zijn verzorgende eenheden toegevoegd.
In de periode vanaf 1922 tot aan de mobilisatie van 1939 bestaat een regiment slechts uit enkele opleidingscompagnieën.
In Nederland is de naam 'regiment' bij de Koninklijke Landmacht in gebruik vanaf 1841. De naam 'Afdeling' komt dan voor de infanterie te vervallen. Met uitzondering van de Jagers en de Grenadiers worden de regimenten genummerd en wel van 1 t/m 8.
In het begin van de twintigste eeuw wordt de infanterie met drie regimenten uitgebreid. In 1903 ziet het 9e Regiment Infanterie (RI) het licht, in 1904 het 10 RI en in 1905 ten slotte het 11 RI.
In 1913 wordt het aantal infanterieregimenten in Nederland verdubbeld. De nummers 12 t/m 22 zien het daglicht. Deze nummers staan bekend binnen de literatuur als de 'lage nummering'.
Dan, tijdens de mobilisatie van 1939, dienen de 'staande' regimenten een zg. 'oorlogsregiment' te formeren. Het regiment Grenadiers begint met vulling van het 23 Regiment Grenadiers (23 RG), de Jagers op hun beurt met 24 RJ. Het 1 RI formeert vervolgens 25 RI, 2 RI vult 26 RI en zo door. De nummers 23 en hoger noemt men wel de 'hoge nummering'.
In juni 1940 wordt de KL ontbonden en gaat op in de opbouworganisatie, waarbij er danig gerommeld wordt in de nummering.
Na de oorlog start men de vooroorlogse nummering weer op. De regimenten 1 t/m 14, Grenadiers en Jagers worden heropgericht en gevuld ten behoeve van de vrijheidsstrijd in Indië. Al tijdens deze operaties wordt er gewerkt aan een nieuw organisatiesysteem. De 'oude' regimenten zijn niet inpasbaar in de nieuwe eisen van de tijd, en in 1950 wordt het leger gereorganiseerd. De regimenten worden dan nog traditionele eenheden, bestaande uit 'oude' RI's die samengevoegd zijn op grond van gezamenlijke geschiedenissen en tradities. Bovendien krijgen de nieuw te vormen regimenten een naam, in plaats van een nummer. De namen zijn gebaseerd op oude korps- of regimentsnamen, of zijn eigennamen van vroegere leidende personen binnen de Nederlandse landstrijdmachten.
De naam 'regiment' als gevechtseenheid blijft nog een tijdje bestaan, om met de invoering van het 'nieuwe' legersysteem begin jaren zestig het veld te ruimen.